# ПО-2 (паркан)
Залізобетонний паркан ПО-2 («Забор Лахмана») — суцільна залізобетонна плита, що стала наймасовішим парканом в СРСР, і користується високим попитом на території СНД.

## Характеристика
Згідно з Альбомом робочих креслень серія ІЖ 31-77 висота паркану «ПО-2» — 3 метри, довжина однієї секції — 2,5 м, ширина — 15 см . Паркан «ПО-2» виконаний у вигляді залізобетонної рами з армованою мережею, яка вбудована в бетонну плиту. Рельєфний малюнок у вигляді «ромбиків» на паркані з'явився для того, щоб поверхня парканів була менш монотонною. Нижні кріплення паркану встановлюються в бетонну основу, яка виготовляється окремо.

## Історія створення та застосування
Дизайн паркану був розроблений у 1970-і роки Борисом Лахманом, головним архітектором конструкторсько-технічного бюро «Мосміськбудматеріали». На виробництві плиту доопрацювали: додали окантовку, змінили розміри. Робота здобула бронзову медаль ВДНГ, а автор отримав 50 рублів премії . Медаль Лахман отримав майже через 10 років, її прислали архітектору вже в США, куди він емігрував у 1981 році.
Плита використовувалася для огородження територій, де ведеться будівництво, а також військових частин — об'єктів, які треба сховати від людських очей. Згодом парканами «ПО-2» стали огороджувати будь-які об'єкти, доступ на які потрібно обмежити. Крім охоронної функції паркан вирішував також завдання звукоізоляції. Згодом суцільні забори через низьку естетичність стали забороняти в центрі великих міст, і сам Лахман був радий цій ініціативі .
В рамках серії ІЖ 31-77 були розроблені моделі виробів ПО-1, ПО-2, ПО-3, ПО-4, ПО-11, ПО-12, ПО-13, ПО-14, ПО-15, ПО-16 Але найпопулярнішим став варіант «ПО-2».

## В культурі

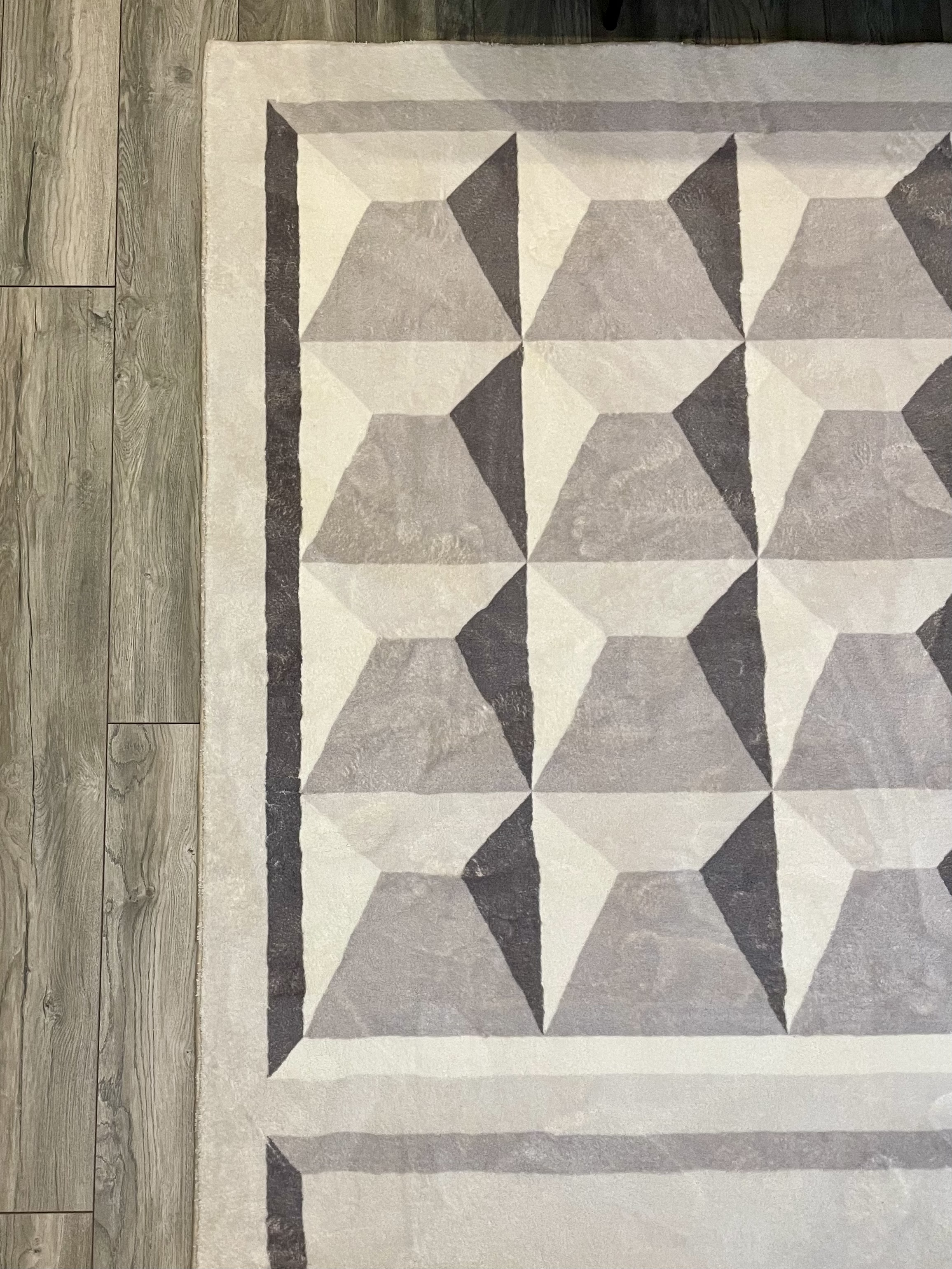
Килим у вигляді паркану ПО-2

Багато хто вважає саме модель ПО-2 символом радянського часу. У 2018 році на фестивалі Архстояння архітектор Олександр Бродський створив будинок із паркану «ПО-2».
У Puma вийшла лімітована колекція кросівок, дизайн якої натхненний поверхнею паркану з ромбиками.
У 2020 році на фестивалі графічного дизайну «СЕРЕДА» було представлено роботу дизайнера Ольги Прохорової: пакування шоколаду, виконана у формі паркану ПО-2. Робота зайняла третє місце у категорії «Концепції».